# Inselmuseum Juist

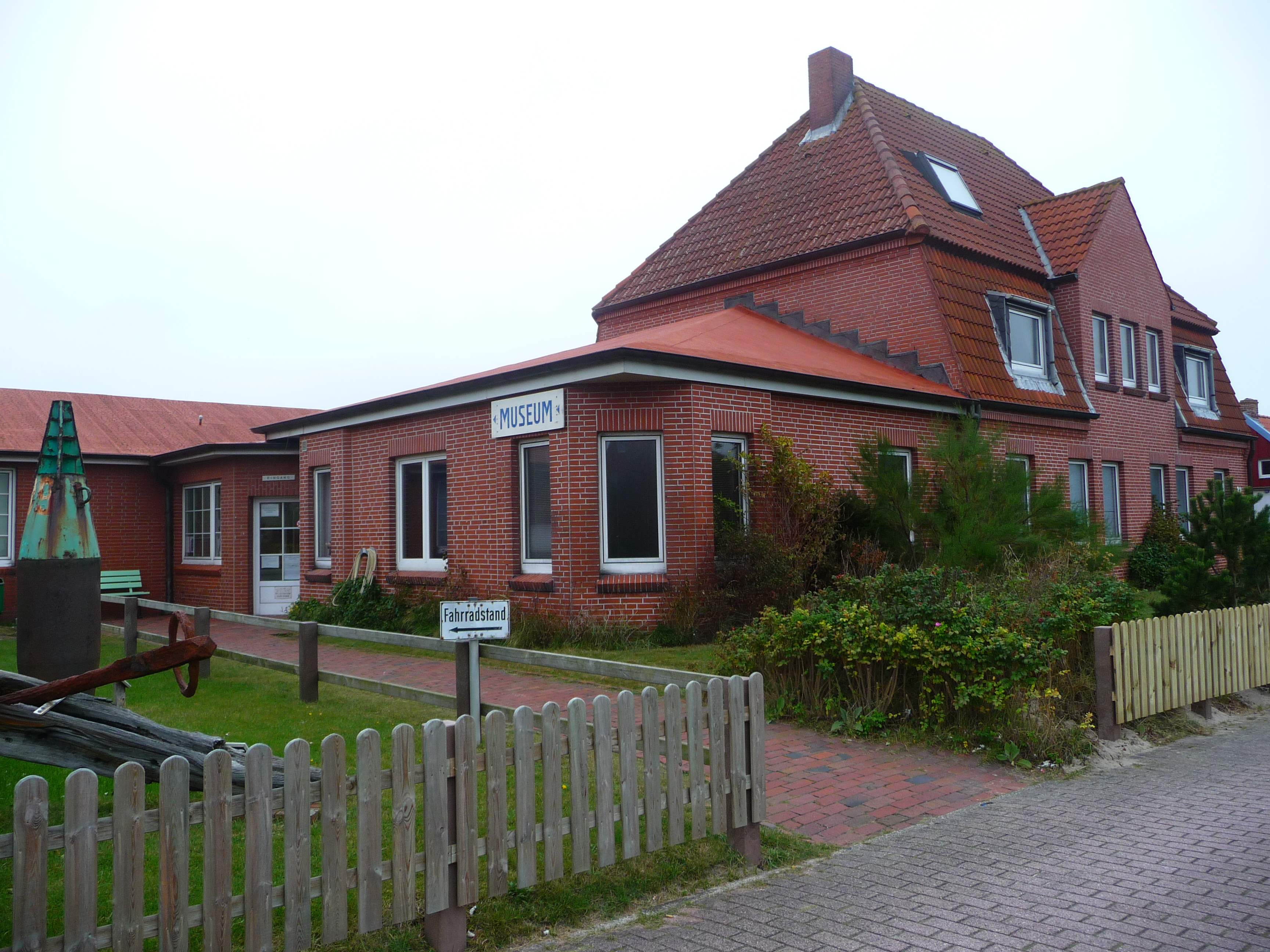
Das Küstenmuseum Juist.

Das Inselmuseum Juist befindet sich im Ortsteil Loog auf der ostfriesischen Insel Juist und wird jährlich von etwa 10.000 Menschen besucht. Es erstreckt sich über 500 Quadratmeter Ausstellungsfläche und bietet elf Themenräume, die verschiedene Aspekte der Inselgeschichte präsentieren. Das Museum ist barrierefrei zugänglich und richtet sich an Einzelbesucher sowie Gruppen.

## Geschichte
Das Museum geht auf die naturkundliche Lehrmittelsammlung der im Jahr 1934 geschlossenen reformpädagogischen Schule am Meer zurück, die der Kunsterzieher und Naturkundelehrer Fritz Hafner teils gemeinsam mit der promovierten Physiklehrerin Erna Vohsen und dem promovierten Chemie- und Physiklehrer Paul Reiner, der u. a. auch Mineralogie studiert hatte, zusammenstellte. Nachdem die Inselgemeinde mehrere der ehemaligen Schulgebäude erworben hatte, bot Hafner der Kommune die Sammlung als Grundstock für ein Heimatmuseum an, angereichert durch Gemälde aus seinem eigenen künstlerischen Schaffen. Die Gemeinde nahm den Vorschlag an und ernannte Hafner zum ersten Museumsdirektor. Dieser hatte das Amt bis 1953 inne, dann übernahm sein Sohn für drei Jahre die Aufgabe. Unter seinem Nachfolger Arend Lang begann der Ausbau des Hauses zum Küstenmuseum, das heute in zwei modernisierten und erweiterten Gebäudetrakten des früheren Landschulheims residiert. Bis Ende der 1950er Jahre bestand das von der Schule eingerichtete Seewasseraquarium mit dreißig Becken. 1958 wurde dafür in den nördlichen Innenhof ein Seewasserbassin gebaut, in dem sich bis Mitte der 1970er Jahre Seehund „Billi“ tummelte, ein Publikumsliebling für Groß und Klein.
Seit Langs Tod im Februar 1981 betrieb die Kommune das Haus in Kooperation mit der Jugendbildungsstätte Theodor Wuppermann. Bis 2011 engagierte sich Hans Kolde über Jahrzehnte für das Museum, danach übernahm der Architekt und Diplomingenieur Jochen Büsing die Leitung. Seit 2019 wird das Museum von Sabine Weers geleitet.
Nach einer Phase der Neukonzeptionierung, in der das Küstenmuseum geschlossen war, wurde es im März 2024 unter dem Namen „Inselmuseum Juist“ neu eröffnet. Im Jahr 2024 wurden über 13.000 Besucherinnen und Besucher gezählt.
Das Museum ist Mitglied im Museumsverbund Ostfriesland.

## Ausstellung
Das Inselmuseum widmet sich auf mehr als 500 Quadratmetern Ausstellungsfläche in zehn Räumen den Themen
- Entwicklung des Tourismus[9]
- Verkehr[10]
- Entstehung und frühe Siedlungsgeschichte[11]
- Lebensunterhalt in grauer Vorzeit[12]
- Alltag in der Friesenstube[13]
- Geschichte[14]
- Infrastruktur[15]
- Strandfunde und Strandungen[16]
- Die Küste und das Meer[17]
- Orientierung und Bedrohung auf See[18]
- Entwicklung des Tourismus[19]

Außerdem gibt es in einem elften Raum eine jährlich wechselnde Sonderausstellung.